# Bãi Sword
Sword, hay Bãi Sword, là định danh của một trong năm khu vực đổ bộ của quân Đồng Minh trong Chiến dịch Neptune, mật danh của chiến dịch đổ bộ trong giai đoạn đầu của Chiến dịch Overlord, vào ngày 6 tháng 6 năm 1944 (Ngày D) trong Chiến tranh thế giới thứ hai. Là một trong ba bãi đổ bộ của lực lượng Anh-Canada, Bãi Sword rộng 8 km, trải dài từ Ouistreham đến Saint-Aubin-sur-Mer và nằm ở phía đông của Bãi Juno. Cuộc đổ bộ được thực hiện bởi Quân đội Anh, với lực lượng gồm các tàu vận tải, quét mìn và hạm đội bắn phá hỗ trợ của Hải quân Hoàng gia Anh, Hải quân Hà Lan, Ba Lan và các nước Đồng minh khác.
Trong tổng số năm bãi đổ bộ, Sword là bãi có vị trí gần Caen nhất, cách Caen 15 km. Cuộc đổ bộ ban đầu gặp nhiều thuận lợi với mức thương vong thấp, nhưng việc tiến vào đất liền đã bị chậm lại do ách tắc giao thông nặng và hệ thống phòng ngự vững chắc của quân Đức ở sau bãi biển. Các đợt tiến quân vào Caen sau đó đã bị hoãn lại do vấp phải nhiều đợt phản công của các đơn vị xe tăng Đức, được tiến hành bởi Sư đoàn Panzer 21.

## Bối cảnh
Sau sự sụp đổ của nước Pháp, Thủ tướng Anh Winston Churchill tuyên bố sẽ trở lại lục địa châu Âu và giải phóng các quốc gia bị Đức Quốc xã chiếm đóng. Các nước Đồng minh phương Tây đã đồng ý mở mặt trận thứ hai ở Bắc Âu vào năm 1942 để chia lửa cho Liên Xô. Tuy nhiên, do thiếu nguồn lực cho một cuộc xâm lược, kế hoạch đó đã bị hoãn lại. Phòng trường hợp tuyến phòng thủ phía tây của Đức bị suy yếu hoặc tình hình của Liên Xô trở nên bất lợi, một kế hoạch đổ bộ mới đã được lập ra để đưa quân Đồng Minh vào nước Pháp; Chiến dịch Sledgehammer. Ngoài ra, còn có một kế hoạch đổ bộ nữa được tiến hành tại Pháp vào năm 1943; Chiến dịch Roundup. Vào tháng 8 năm 1942, quân đội Anh và Canada mở một chiến dịch đổ bộ - Chiến dịch Jibilee - tại cảng-thị trấn Calais, Dieppe, để kiểm tra tính khả thi của một cuộc xâm lược qua eo biển Manche. Cuộc đổ bộ được lên kế hoạch kém và kết thúc trong thảm họa; với 4.963 binh lính tử trận, bị thương hoặc bị bắt. Kế hoạch đổ bộ vào Bắc Âu đã bị hoãn lại tới năm 1944 do thiếu tàu đổ bộ, Mặt trận Đại Tây Dương đi vào giai đoạn căng thẳng, cuộc đổ bộ vào Sicily vào tháng 7 năm 1943 và vào Ý trong tháng 9 cùng năm sau sự đại bại của quân đội Đức Quốc Xã tại Bắc Phi.
Sau sự thành công trong việc mở một mặt trận ở Nam Âu, cùng với những kinh nghiệm quý báu thu được từ các cuộc đổ bộ và tiến công trong đất liền, Phe Đồng Minh bắt đầu lên kết hoạch đổ bộ vào miền bắc nước Pháp. Với mật danh là Overlord, cuộc đổ bộ được bắt đầu vào ngày 5 tháng 6 năm 1944, với khu vực đổ bộ được trải dài từ Bán đảo Cotentin tới Caen. Chiến dịch Overlord huy động Tập đoàn quân số 2 Anh Quốc đổ bộ vào khu vực giữa sông Orne và Port-en-Besin, có nhiệm vụ chiếm Thành phố Caen và thiết lập tiền tuyến từ Caumont-l'Éventé đến phía đông nam Caen, sau đó chiếm lấy các sân bay trọng yếu và bảo vệ cánh trái của Tập đoàn quân số 1 Hoa Kỳ làm nhiệm vụ chiếm Cherbourg. Việc chiếm hữu Caen và các khu vực xung quanh sẽ giúp Tập đoàn quân số 2 tạo bàn đạp vững chắc để tấn công đánh chiếm thành phố Falaise, sau đó có thể tiến vào Argentan, sông Touques và sông Seine. Sau nhiều đợt trì hoãn vì lí do thời tiết xấu và hậu cần, Ngày D của Chiến dịch Overlord được dời sang ngày 6 tháng 6 năm 1944. Theo kế hoạch, quân Đồng Minh dự tính sẽ chiếm hoàn toàn Caen trong ngày đầu tiên và sẽ giải phóng Paris trong vòng 90 ngày.

## Kế hoạch của quân Đồng Minh

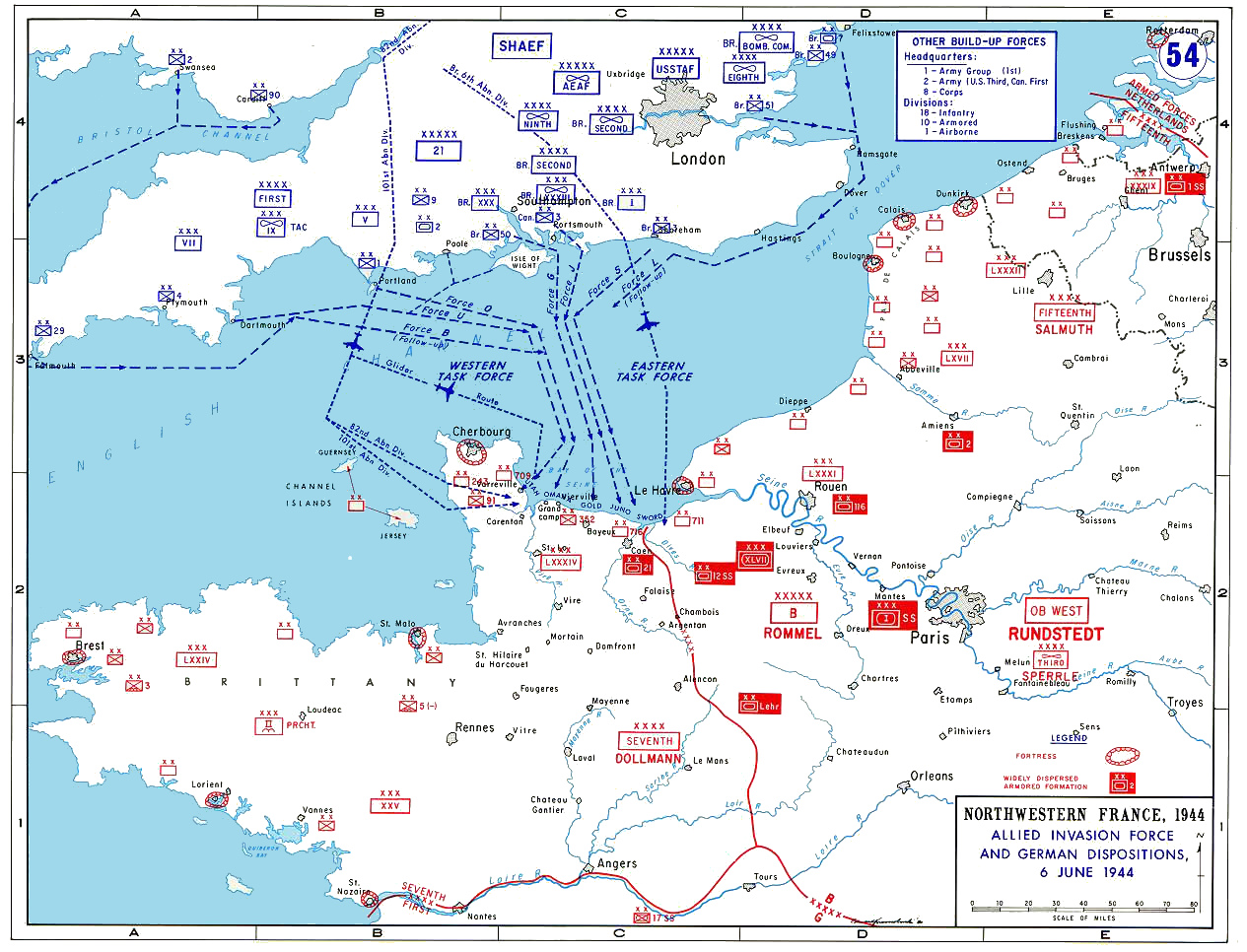
Kế hoạch của Phe Đồng Minh và vị trí đóng quân của các đơn vị Đức

Theo kế hoạch gốc, bờ biển Normandie sẽ được chia thành 17 phân khu và mỗi phân khu sẽ được đặt tên theo bảng chữ cái, bắt đầu từ Able (A) ở phía tây Bãi Omaha, tới Roger (R) ở điểm cực đông của khu vực đổ bộ. Thêm tám khu vực nữa được thêm vào khi kế hoạch xâm lược được mở rộng, bao gồm Bãi Utah. Mỗi phân khu sẽ được chia thành nhiều bãi biển nhỏ và mỗi bãi sẽ được định danh theo các màu Xanh lá cây (Green), Đỏ (Red) và Trắng (White).

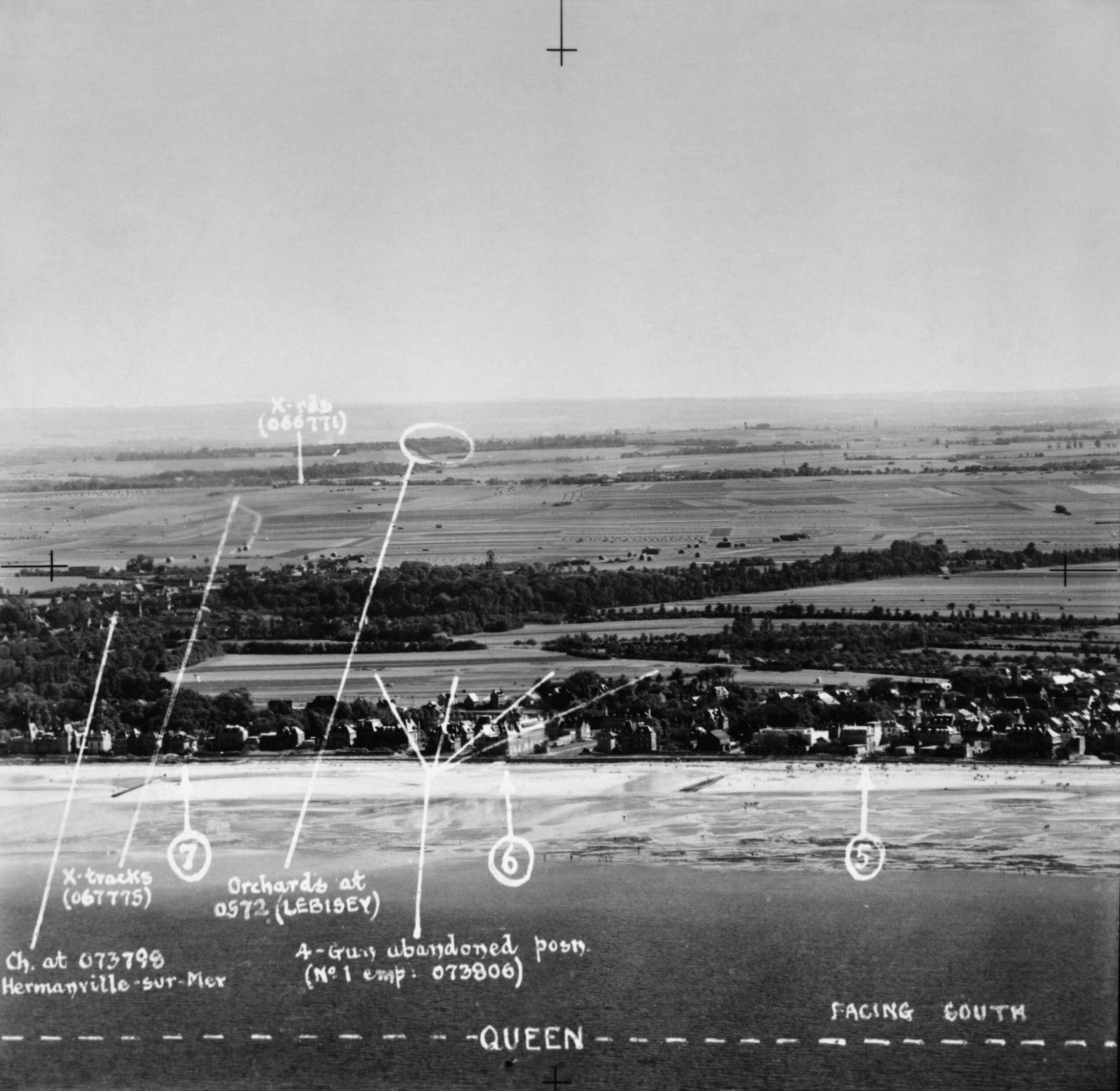
Không ảnh trinh sát chụp phân khu Queen tại Bãi Sword, ngày 16 tháng 8 năm 1943

Lực lượng đổ bộ vào phân khu Anh-Canada trong Ngày D sẽ được thực hiện bởi các đơn vị thuộc Tập đoàn quân số 2 Anh Quốc, dưới sự chỉ huy của Trung tướng Miles Dempsey. Quân đoàn I của Tập đoàn quân số 2, dưới sự chỉ huy của Trung tướng John Croker, được giao nhiệm vụ chiếm Bãi Sword. Sư đoàn Bộ binh số 3 (Anh Quốc) của Thiếu tướng Tom Rennie có nhiệm vụ làm lực lượng tiên phong đổ bộ vào bãi biển và chiếm mục tiêu quan trọng của người Anh trong Ngày D, thành phố cổ Caen. Phối hợp với Sư đoàn Bộ binh số 3 là Lữ đoàn Thiết giáp Độc lập 27, Lữ đoàn Đặc nhiệm số 1 (bao gồm các đơn vị đặc công của Pháp Tự Do), Tiểu đoàn Đặc công Thủy quân Lục chiến Hoàng Gia 41, Lữ đoàn Đặc nhiệm số 4, các đơn vị thiết giáp Thủy quân Lục chiến Hoàng Gia, pháo binh, công binh và các đơn vị xe của Sư đoàn Thiết giáp 79. Tiểu đoàn Bãi biển số 5 và 6 được giao nhiệm vụ điều phối hoạt động đổ bộ và duy trì trật tự trên Bãi biển Sword.
Sư đoàn Bộ binh số 3 (Anh Quốc) được lệnh di chuyển trên quãng đường dài 12,1 km từ Bãi Sword về Caen, trong khi đó, Sư đoàn Bộ binh số 3 Canada sẽ di chuyển ở sườn phía tây để chiếm Sân bay Carpiquet ở ngoại ô Caen, cách Bãi Juno 18 km. Sư đoàn Bộ binh số 3 (Anh Quốc) còn có nhiệm vụ tiếp viện các đơn vị lính dù thuộc Sư đoàn Không vận số 6 Anh Quốc làm nhiệm vụ chiếm giữ các cây cầu bắc qua sông Orne và Kênh đào Caen trong Chiến dịch Tonga, chiếm các vùng đất cao ở phía bắc Caen, và "chiếm cả Caen nếu có thể". Điểm cuối cùng trong kế hoạch tại Bãi Sword được Tư lệnh Quân đoàn I, Trung tướng Croker, nhấn mạnh trước cuộc đổ bộ là thành phố Caen phải được chiếm hoặc "phong tỏa một cách hiệu quả" ở phía tây bắc thành phố và Bénouville.
Bãi Sword rộng khoảng 8 km, trải dài từ phía tây Saint-Aubin-sur-Mer tới phía đông sông Ornve. Sword được chia nhỏ thành bốn phân khu đổ bộ, từ phía tây tới phía đông là 'Oboe' (từ Saint-Aubin-sur-Mer đến Luc-sur-Mer), 'Peter' (từ Luc-sur-Mer đến Lion-sur-Mer), 'Queen' (từ Lion-sur-Mer đến La Brèche d'Hermanville), và cuối cùng là 'Roger' (từ La Brèche d'Hermanville đến Ouistreham). Mỗi phân khu cũng được chia thành nhiều bãi biển nhỏ khác nhau. Khu vực được chọn làm bãi đổ bộ mang định danh 'Trắng' và 'Đỏ', rộng 1,8 dặm (2,9 km) của phân khu 'Queen', do các khu vực khác bị bao phủ bởi các rặng san hô ngầm. Hai tiểu đoàn bộ binh với sự hỗ trợ của xe tăng Sherman DD sẽ mở màn cuộc tấn công, theo sau là các đơn vị đặc công và toàn bộ phần còn lại của sư đoàn. Thời gian bắt đầu cuộc đổ bộ là 07:25.

## Sự chuẩn bị của quân Đức
Ngày 23 tháng 3 năm 1942, Chỉ thị 40 của Quốc Trưởng về việc xây dựng Bức tường Đại Tây Dương, với chức năng phòng chống lại quân Đồng Minh từ Anh kéo sang đổ bộ xâm chiếm châu Âu, chính thức được thực thi. Một loạt hệ thống ụ súng bê tông, lô cốt súng máy, bãi mìn và chướng ngại vật trên bãi biển được xây dựng dọc bờ biển nước Pháp. Các công sự ban đầu được xây dựng tập trung ở quanh các cảng, nhưng được mở rộng sang các khu vực khác từ cuối năm 1943. Mặc dù đã bị suy giảm nặng nề về sức mạnh và nhuệ khí sau sự thất bại của các chiến dịch ở Liên Xô, Bắc Phi và Ý, Quân đội Đức Quốc Xã vẫn là một lực lượng rất mạnh. Tuy nhiên, các đơn vị Đức đóng quân dọc bờ biển Pháp từ cuối năm 1943 phần lớn là các đơn vị mới được thành lập và các đơn vị kinh nghiệm đang được nghỉ ngơi và tái trang bị sau khi chiến đấu ở Mặt trận Phía Đông, với tổng cộng khoảng 856.000 lính đóng quân ở khắp nước Pháp, chủ yếu xung quanh khu vực Eo biển Manche. Họ được hỗ trợ bởi 60.000 lính Hilfswillige (lính Liên Xô và Ba Lan phục vụ trong quân đội Đức).

Dưới sự chỉ đạo của Thống chế Erwin Rommel và Gerd von Rundstedt, hệ thống phòng thủ của Bức tường Đại Tây Dương đã được nâng cấp mạnh mẽ; trong sáu tháng đầu năm 1944, 1,2 triệu tấn thép và 17,3 triệu thước khối bê tông đã được lắp đặt. Bờ biển phía bắc nước Pháp cũng được lắp đặt với bốn triệu quả mìn chống bộ binh và chống tăng, cùng 500.000 chướng ngại vật trên bãi biển.

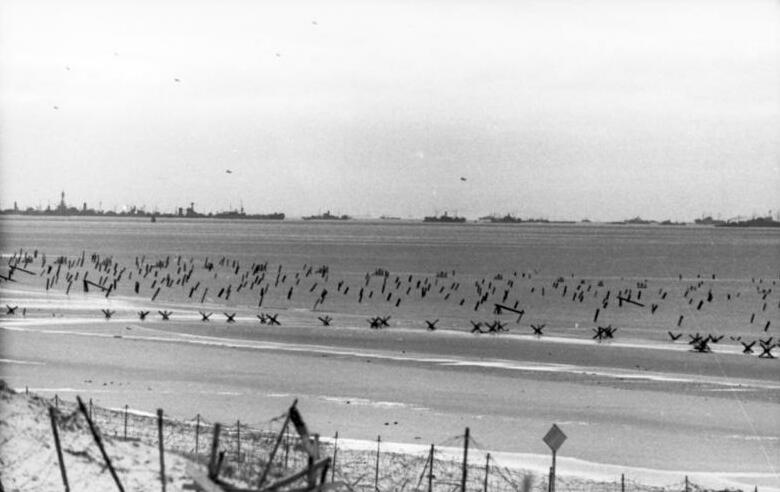
Hệ thống chướng ngại vật của quân Đức tại một bãi biển ở Normandie

Ở trên và sau Bãi Sword, 20 cứ điểm, bao gồm một số trận địa pháo, đã được xây dựng. Khu vực bờ biển được lắp đặt một loạt cọc gỗ, mìn và các chướng ngại vật chống tăng và tàu đổ bộ. Ở sâu trong bãi biển, một mạng lưới giao thông hào, ụ pháo chống tăng, ụ pháo cối và súng máy cũng được xây dựng. Dãy hàng rào dây thép gai được lắp đặt quanh các cứ điểm và dọc bãi biển. Khu vực bờ biển phẳng và thoáng được bảo vệ bởi các boongke rải rác, với súng máy và chốt bắn tỉa đặt trong các tòa nhà dọc bãi biển. Để củng cố hệ thống phòng thủ, sáu cứ điểm đã được xây dựng, mỗi cứ điểm có ít nhất tám khẩu pháo chống tăng Pak 38 50mm, bốn khẩu pháo 75mm và một khẩu 88mm. Một trong những cứ điểm mạnh (được người Anh đặt định danh là Cod) có hướng nhìn thẳng ra phân khu Queen. Các con đường nối bãi biển với đất liền bị chặn lại bởi nhiều chướng ngại vật, và phía sau các bãi biển, sáu khẩu đội pháo được bố trí, ba trong số đó được đặt tại các cứ điểm; những khẩu đội này ban đầu được trang bị từ bốn khẩu 100 mm và sau được nâng cấp lên mười khẩu 155 mm. Ngoài ra, ở phía đông sông Orne là Trận địa pháo Merville, nơi đặt bốn khẩu pháo 100 mm của Tiệp Khắc, có thể bao quát toàn bộ Bãi Sword và hạm đội tàu chiến ngoài khơi. Khu vực giữa Cherbourg và sông Seine có tổng cộng 32 khẩu đội pháo có khả năng bắn tới năm bãi biển đổ bộ; một nửa trong số chúng được đặt trong các lô cốt bê tông cốt thép dày 1,8 m.
Từ mùa xuân năm 1942, đã có hơn 8.000 lính thuộc Sư đoàn Bộ binh 716 của Trung tướng Wilhelm Richter đóng quân tại Calvados thuộc bờ biển Normandie. Vào tháng 3 cùng năm, Sư đoàn Bộ binh 352 tiếp quản khu vực phía tây Calvados và Sư đoàn Bộ binh 716 chuyển về khu vực bãi biển rộng 13 km ở phía bắc Caen. Sư đoàn có tổ chức gồm bốn trung đoàn bộ binh tiêu chuẩn, hai tiểu đoàn Ostlesgionen và các đơn vị pháo binh. Có bốn đại đội bộ binh đóng dọc Bãi Sword, trong đó có hai đại đội đóng tại khu vực hướng thẳng ra phân khu Queen, và các đại đội còn lại đóng ở sâu trong đất liền. Ở trong đất liền là Sư đoàn Panzer 21 hùng mạnh của Trung tướng Edgar Feuchtinger, với quân số 16,297 lính đóng dọc hai bên sông Orne và xung quanh Caen để có thể nhanh chóng tổ chức các cuộc phản công nếu có một cuộc đổ bộ diễn ra. Vào tháng 5 năm 1944, thêm hai tiểu đoàn Panzergrenadier (Bộ binh Cơ giới) và một tiểu đoàn pháo chống tăng thuộc biên chế Sư đoàn Panzer 21 được thuyên chuyển qua sư đoàn của Richter. Một tiểu đoàn cùng các đơn vị pháo chống tăng và pháo 155 mm của sư đoàn được lệnh đóng quân ở Đèo Périers, có độ cao khoảng 50 mét (160 ft) so với mực nước biển và cách Bãi Sword 3 dặm (4,8 km) về phía nam.

## Lực lượng hai bên

### Quân đội Anh Quốc
Sư đoàn Bộ binh số 3 –  Thiếu tướng Thomas G. Rennie
Lữ đoàn Bộ binh số 8 (làm nhiệm vụ xung kích) - Chuẩn tướng Edward E. Cass
- Tiểu đoàn 1, Trung đoàn Suffolk
- Tiểu đoàn 2, Trung đoàn Nam Yorkshire
- Tiểu đoàn 1, Trung đoàn Nam Lancashire

Lữ đoàn Bộ binh số 9 - Chuẩn tướng J.G. Cunningham
- Tiểu đoàn 2, Trung đoàn Lincolnshire
- Tiểu đoàn 1, Trung đoàn King's Own Scottish Borderers (KOSB)
- Tiểu đoàn 2, Trung đoàn Súng trường Hoàng Gia Ulster

Lữ đoàn Bộ binh 185 - Chuẩn tướng K.P. Smith
- Tiểu đoàn 2, Trung đoàn Hoàng Gia Warwickshire
- Tiểu đoàn 1, Trung đoàn Hoàng Gia Norfolk
- Tiểu đoàn 2, Trung đoàn Bộ binh Hạng nhẹ King's Shropshire

Trung đoàn Trinh sát số 3, Quân đoàn Thiết giáp Hoàng Gia
Các đơn vị pháo binh thuộc Sư đoàn Bộ binh số 3
- Trung đoàn Dã chiến 33 và 76, Pháo binh Hoàng Gia (RA) (pháo tự hành)
- Trung đoàn Dã chiến số 7, RA
- Trung đoàn Pháo chống tăng 20, RA
- Trung đoàn Pháo phòng không Hạng nhẹ 92, RA

Các đơn vị công binh thuộc Sư đoàn Bộ binh số 3
- Đại đội Dã chiến 17, RE
- Đại đội Dã chiến 245, RE
- Đại đội Dã chiến 253, RE
- Đại đội Dã chiến 15, RE

Tiểu đoàn 2, Trung đoàn Middlesex (súng máy)
Các đơn vị Thông tin-Liên lạc của Sư đoàn Bộ binh số 3, Quân đoàn Thông tin-Liên lạc Hoàng Gia
Lữ đoàn Thiết giáp 27 (xe tăng Sherman DD)
- Trung đoàn Hoàng Gia Hussars 13/18
- Trung đoàn Hợp thành East Riding số 1 (Yeomanry)
- Trung đoàn Hợp thành Staffordshire (Yeomanry)

Lữ đoàn Xung kích số 5, Công binh Hoàng Gia
- Tiểu đoàn Xung kích 77 và 79, RE (xe tăng Churchill AVRE)
- Tiểu đoàn Dã chiến 629, RE
- Đại đội Dã chiến 71, RE
- Đại đội Dã chiến 263 (Sussex), RE (tách ra từ Trung đoàn Công binh Sussex số 1)[46]

 Lữ đoàn Đặc nhiệm số 1 (đổ bộ tại điểm cực đông của Bãi Sword) – Chuẩn tướng Simon Fraser (Lord Lovat)
- Tiểu đoàn Đặc công số 3
- Tiểu đoàn Đặc công số 4
  - Một đơn vị gồm 176 lính đặc công Pháp Tự Do (tách ra từ Tiểu đoàn Đặc công 10 Đồng Minh), chỉ huy bởi Trung tá Philippe Kieffer, tham gia đổ bộ cùng Tiểu đoàn 4.
- Tiểu đoàn Đặc công số 6
- Tiểu đoàn Đặc công (Thủy quân Lục chiến Hoàng Gia) 45

 Lữ đoàn Đặc nhiệm số 4 (đổ bộ giữa Bãi Juno và Sword) - Chuẩn tướng B.W. Leicester
- Tiểu đoàn Đặc công (Thủy quân Lục chiến Hoàng Gia) 41
- Tiểu đoàn Đặc công (Thủy quân Lục chiến Hoàng Gia) 46

 Tiểu đoàn Bãi biển số 5
 Tiểu đoàn Bãi biển số 6 (dự bị)

### Quân đội Đức Quốc Xã
Sư đoàn Bộ binh 716 (716. Infanterie-Division) - Trung tướng Wilhelm Richter
 Sư đoàn Thiết giáp (Panzer) 21 (21. Panzer-Division) - Thiếu tướng Edgar Feuchtinger

## Ngày D, 6 tháng 6 năm 1944

### Đổ bộ

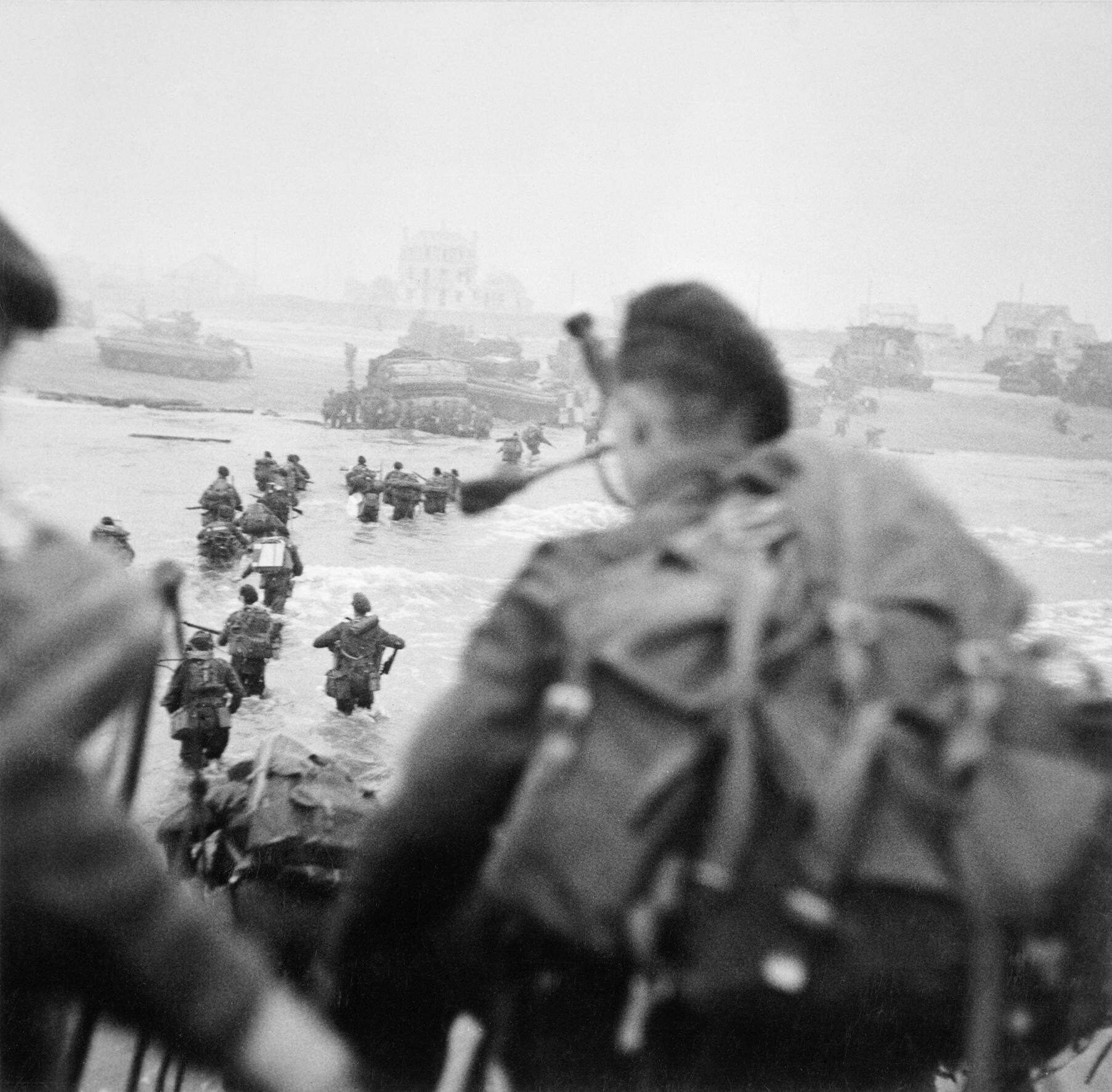
Chuẩn tướng Simon Fraser (Lord Lovat), đi lẻ ở bên phải đội hình, đang cùng Lữ đoàn Đặc nhiệm số 1 đổ bộ vào Bãi Sword. Bill Millin cùng chiếc kèn túi của ông đang ở bên phải và gần bức ảnh nhất.

Cuộc đổ bộ tại Sword bắt đầu lúc 03:00 bằng các đợt bắn phá của tàu chiến hải quân và các đợt không kích của máy bay ném bom vào hệ thống phòng thủ của quân Đức. Quân đổ bộ sẽ được tập trung lại tại hai bãi biển chính có định danh là Queen Red và Queen White, đối diện với Hermanville-sur-Mer, do địa hình ở các bãi khác không cho phép tàu đổ bộ tiến sâu vào bãi biển. Lúc 07:25, các đơn vị đầu tiên bắt đầu tiến vào bãi biển. Dẫn đầu là các xe tăng lội nước Sherman DD thuộc Trung đoàn Hoàng Gia Hussars 13/18, được theo sau bởi Lữ đoàn Bộ binh số 8 và các đơn vị xe AVRE của Công binh Hoàng Gia với nhiều biến thể khác nhau. Công binh bắt đầu tiến hành nhiệm vụ rà phá mìn và chướng ngại vật trên bãi biển dưới làn đạn của quân Đức bắn từ Đèo Périers ở phía nam Hermanville. Sự kháng cự của quân Đức tại bãi biển ban đầu khá mạnh, nhiều xe tăng bị bắn hạ và gây nhiều thương vong cho quân đổ bộ; tuy nhiên, với phần lớn các đơn vị xe thiết giáp đã đổ bộ lên bờ thành công, quân Anh nhanh chóng kiểm soát bãi biển và đảm bảo an toàn cho các đơn vị đổ bộ theo sau. Đến 09:30, các nhóm công binh đã dọn sạch bảy trong số tám con đường dẫn vào đất liền.
Khi Simon Fraser (Lãnh chúa Lovat thứ 15 - 15th Lord Lovat) cùng Lữ đoàn Đặc nhiệm số 1 của ông tiến vào bãi biển, có một lính chơi kèn túi - Binh nhì Bill Millin, người chơi kèn túi trong dinh thự của Lord Lovat trước chiến tranh, tháp tùng theo. Theo yêu cầu của Lord Lovat, Millin đã thổi bài "Highland Laddie" "The Road to the Isles" và "All The Blue Bonnets Are Over The Border" trong khi lính đặc công tràn vào bãi biển. Theo cựu đặc công người Pháp - Hạ sĩ Maurice Chauvet, người tham gia đổ bộ cùng đơn vị của Anh tại Sword, đã kể lại rằng: "Khi Millin bắt đầu chơi kèn túi, đột nhiên, lính Đức ngừng bắn trong chốc lát, chắc họ không tin được vào mắt mình... và tai mình." Nhiều lính bắn tỉa Đức bị bắt làm tù binh ngày hôm đó đã nói rằng họ không dám bắn Millin vì họ tưởng ông bị điên.
Các đơn vị đặc công Anh và Pháp vấp phải sự kháng cự mạnh khi đổ bộ vào bờ biển thị trấn Ouistreham, nằm ở điểm cực đông của Bãi Sword, nhưng vẫn tiêu diệt được các cứ điểm của quân Đức. Lúc 13:00, Lữ đoàn 1 có mặt tại các cây cầu bắc qua sông Orne và Kênh đào Caen, tiếp viện cho các đơn vị lính du thuộc Sư đoàn Không vận số 6 đang bảo vệ cầu.
Ở điểm cực tây của Sword, lính đặc công của Lữ đoàn Đặc nhiệm số 4 tiến vào Lion-sur-Mer và thiết lập điểm hội quân với lính Canada đổ bộ tại Bãi Juno, nhưng gặp kháng cự mạnh và bị chững lại suốt nhiều giờ. Trong khi đó, tại bãi biển chính, Sư đoàn Bộ binh số 3 nhanh chóng kiểm soát được Hermanville-sur-Mer lúc 10:00, nhưng gặp nhiều khó khăn để di chuyển vào Đèo Périers và tiến sâu vào trong đất liền. Ách tắc giao thông diện rộng ngày một nghiêm trọng khi số lượng phương tiện và binh lính đổ bộ vào bãi biển liên tục tăng cao. Hiển nhiên là người Anh sẽ không thể hội quân kịp với Sư đoàn Bộ binh số 3 Canada để tổ chức tấn công vào Caen. Các đơn vị thuộc Trung đoàn Bộ binh Hạng nhẹ King's Shropshire tiếp tục di chuyển theo tuyến đường Hermanville-Caen, tiến vào Biéville-Beuville, gần Caen, nhưng chỉ được yểm trợ bởi một số pháo tự hành và cả bên sườn của họ đều không được bảo vệ. Vấn đề này ngày càng nghiêm trọng hơn khi Sư đoàn Panzer 21, đóng ở xung quanh Caen, đã phát động cuộc phản công lớn duy nhất của Đức trong Ngày D.

### Quân Đức phản công

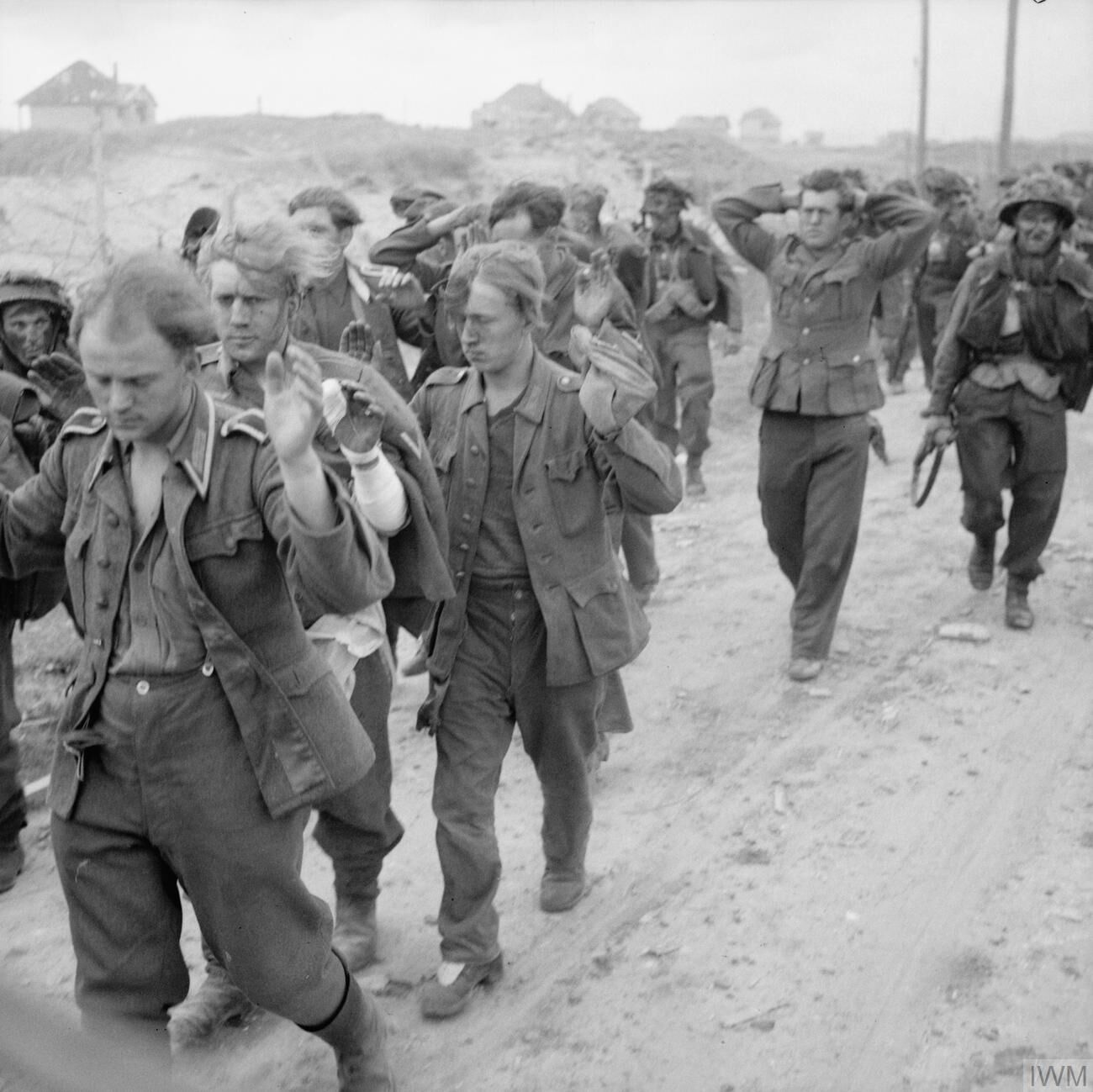
Tù binh Đức đang bị áp giải ra phân khu Queen, Bãi Sword

Sư đoàn Panzer 21, với trang bị mạnh mẽ gồm 127 xe tăng Panzer IV, được lệnh đóng xung quanh Caen với vai trò lực lượng phản ứng nhanh. Tuy nhiên vào Ngày D, chỉ huy sư đoàn, Thiếu tướng Edgar Feuchtinger, đang ở Paris, và Thống chế Rommel ở Đức để dự sinh nhật vợ. Sư đoàn không thể huy động lực lượng phản công đến tận cuối ngày do sự chậm trễ và hỗn loạn của một loạt các mệnh lệnh được đưa ra. Khoảng 17:00, hai đơn vị thiết giáp được lệnh di chuyển về hướng đông và tây sông Orne. Di chuyển về phía đông là Tiểu đoàn 2 và các đơn vị bộ binh cơ giới, dưới sự chỉ huy của Thiếu tá Hans von Luck, có nhiệm vụ phá hủy các cây cầu đang bị lính dù Anh chiếm giữ trong Chiến dịch Tonga, nhưng bị chặn lại bởi các đợt không kích liên tục của máy bay Đồng Minh và pháo của tàu chiến. Ở phía tây, một nhóm thiết giáp có hành trình di chuyển thuận lợi hơn. Lợi dụng khoảng cách giữa khu vực Sword và Juno, các đơn vị của Trung đoàn Panzergrenadier 192 đã có thể đến bờ biển tại Lion-sur-Mer trước 8 giờ tối; tuy nhiên, do có ít sự hỗ trợ từ Không quân Đức, lính Panzergrenadier đã phải chịu những tổn thất nặng nề trước các cuộc tấn công của máy bay Đồng minh. Khi phát hiện ra 250 tàu lượn của Lữ đoàn Không vận số 6 Anh Quốc bay qua khu vực của mình về đầu cầu sông Orne, quân Đức tin rằng mình sắp bị bao vây nên đã rút khỏi khu vực.
Dù có nhân lực và trang thiết bị hạn chế trong khu vực, Không quân Đức Quốc Xã đã cố gắng tổ chức các cuộc tấn công vào ban ngày trong Ngày D. Thống chế Hugo Sperrle, Tư lệnh Sư đoàn 3 ("Luftflotte 3"), có nhiệm vụ phụ trách không phận tại Normandie, đã ra lệnh cho toàn bộ máy bay xuất kích. Máy bay ném bom Junkers Ju 88 từ Không đoàn Ném bom 54 (Kampfgeschwader 54 - KG 54) đã tấn công các đơn vị lính Anh trên bãi biển bằng Bom Butterfly. Liên đoàn 3 thuộc KG 54 tấn công Lion-sur-Mer và Liên đoàn 1 tấn công các khu vực quanh sông Orne. Các máy bay tiêm kích thuộc Không đoàn 145 RAF (Không quân Hoàng Gia Anh) đã tổ chức đánh chặn và bắn hạ năm máy bay Đức.

## Kết quả

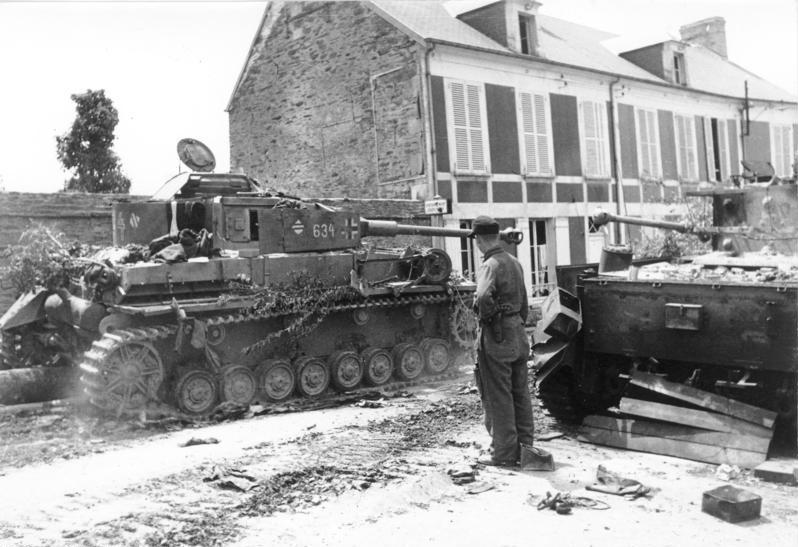
Xác một xe tăng Panzer IV bị bắn hạ tại Villers-Bocage

Vào cuối Ngày D, 28.845 lính thuộc Quân Đoàn I đã đổ bộ thành công vào Bãi Sword. Nhà sử học Quân đội Anh Lionel Ellis viết rằng "mặc dù bị Bức tường Đại Tây Dương ngăn chặn, hơn 156.000 binh lính đã đổ bộ vào Pháp trong ngày đầu tiên của chiến dịch." Thương vong của quân Anh tại Bãi Sword là 683 người. Quân Anh và Canada đã hội quân thành công trong ngày 7, nhưng ba ngày sau đó, cuộc tiến công bị hoãn lại. Ngày 7 tháng 6, Chiến dịch Perch, một cuộc tấn công gọng kìm của Sư đoàn Bộ Binh 51 (Highland) và Quân đoàn Thiết giáp XXX, được phát động để bao vây Caen từ hai sườn đông và tây. Sư đoàn Panzer 21 đã chặn đứng đà tấn công của Sư đoàn 51 và Quân đoàn XXX, dẫn đến trận Villers-Bocage và sự rút lui của nhiều đơn vị thuộc Sư đoàn Thiết giáp số 7 sau đó. Cuộc tấn công tiếp theo, có mật danh là Chiến dịch Epsom, do Quân đoàn VIII phát động vào ngày 26 tháng 6, nhằm bao vây Caen từ phía tây. Các lực lượng Đức đã cố gắng đánh bật nhiều đợt tiến công của quân Anh, nhưng buộc phải huy động toàn bộ lực lượng thiết giáp vào Caen để làm điều đó.
Ngày 27 tháng 6, Sư đoàn Bộ binh số 3 và các đơn vị xe tăng hỗ trợ đã mở Chiến dịch Mitten, với mục tiêu là chiếm giữ hai cung điện lớn, la Londe and le Landel. Cuộc tấn công đầu tiên vào buổi tối đã bị đẩy lùi, nhưng vào sáng hôm sau, quân Anh đã chiếm được mục tiêu và tiêu diệt nhiều xe tăng Đức và bản thân họ mất 3 xe tăng và chịu 268 thương vong. Nhà sử học Norman Scarfe viết vào năm 1947 rằng, nếu chiến dịch diễn ra suôn sẻ, các đơn vị khác cùng Sư đoàn Bộ binh số 3 Canada sẽ tiến hành Chiến dịch Aberlour, một chiến dịch đầy tham vọng nhằm chiếm lấy những ngôi làng ở phía bắc Caen, nhưng đã bị hủy bỏ bởi Trung tướng John Crocker. Vài ngày sau, Quân đoàn I phát động chiến dịch mới, Chiến dịch Charnwood, với mục tiêu chiếm giữ Caen. Trong một cuộc tấn công toàn diện, quân Anh đã chiếm được nửa phía bắc thành phố, nhưng khu vực phía nam gần sông Orne vẫn nằm trong sự kiểm soát của quân Đức. Khu vực này chỉ bị bộ binh Canada đánh chiếm 12 ngày sau trong Chiến dịch Atlantic.

## Ảnh

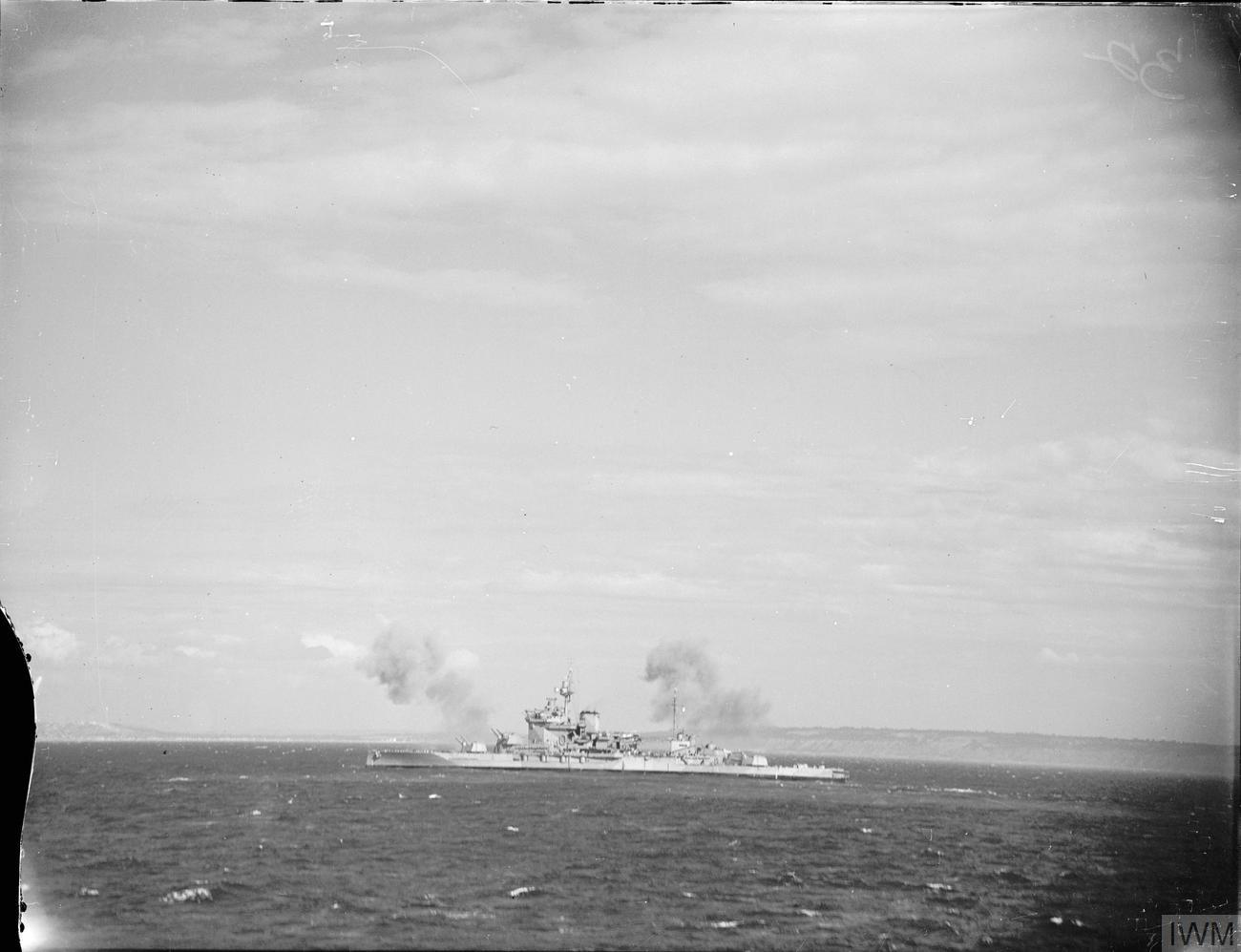
Thiết giáp hạm Warspite đang bắn phá Bãi Sword. Tính đến 16:00 ngày 6 tháng 6, con tàu đã bắn tổng cộng 219 viên 381 mm.
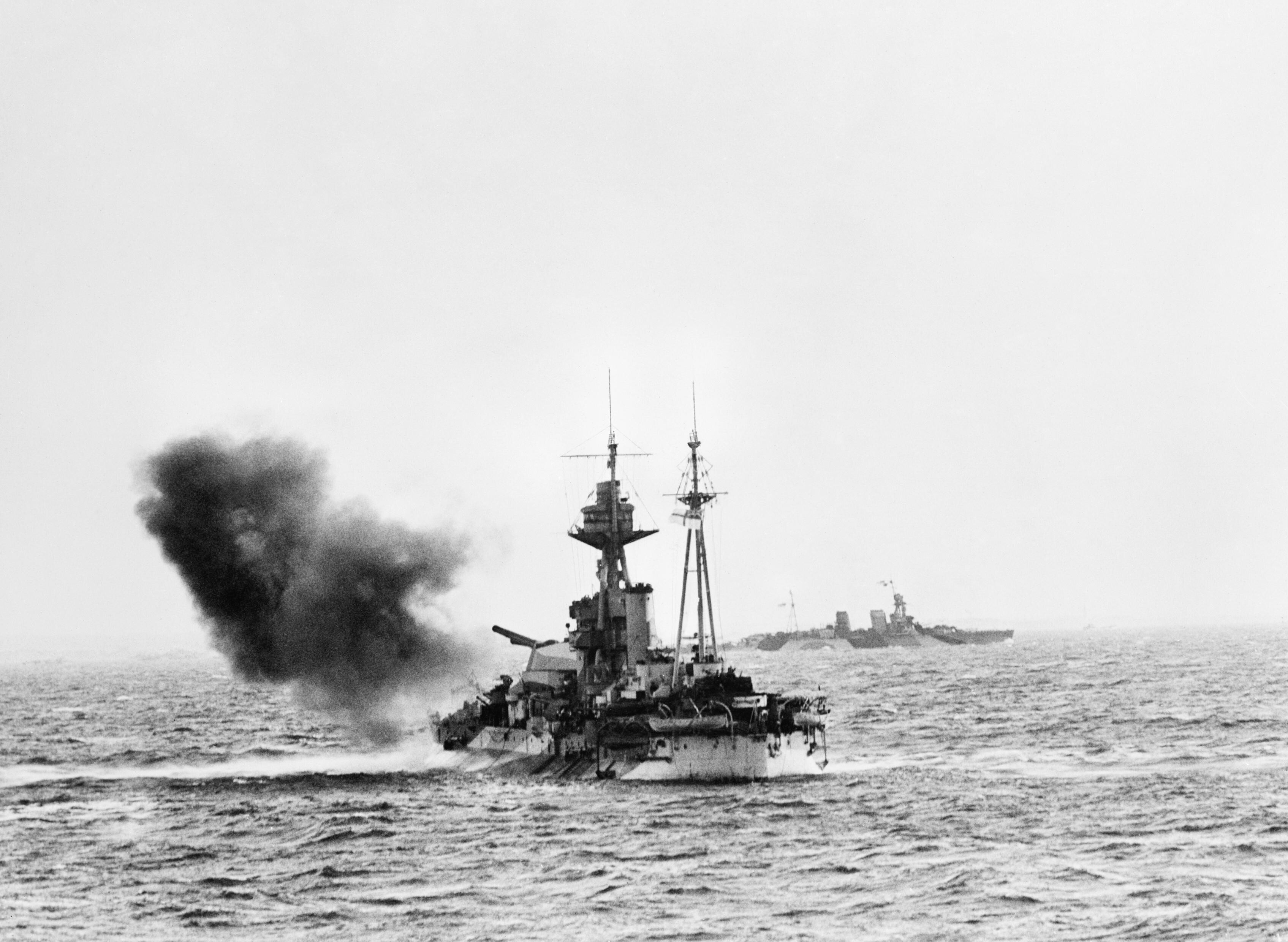
Tàu pháo (Monitor) Roberts đang bắn phá Bãi Sword
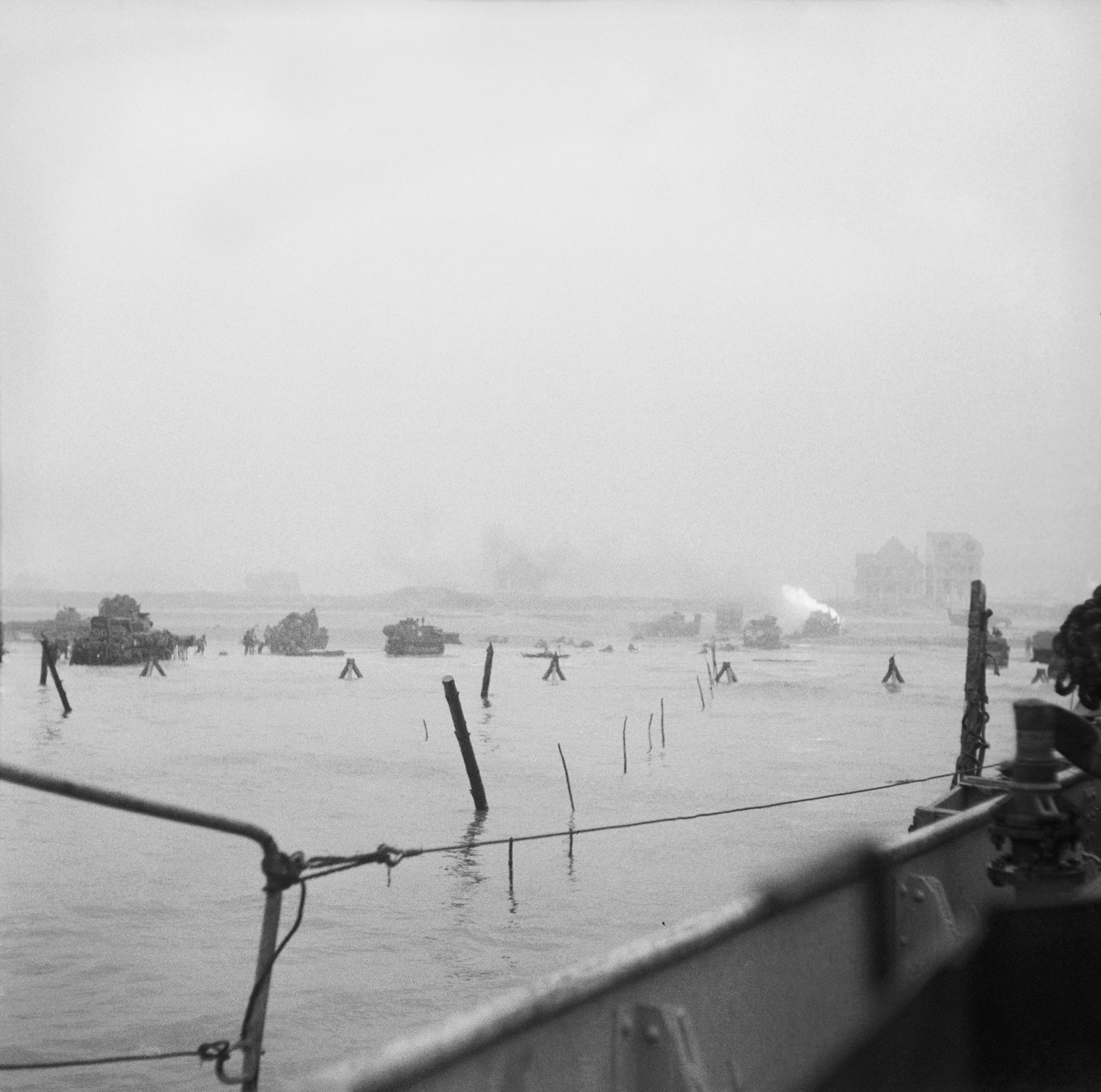
Bãi Sword nhìn từ tàu LCT 610, đang chở xe tăng Sherman thuộc Trung đoàn Hoàng Gia Hussars 13/18 đang tiến vào Phân khu Queen Red.
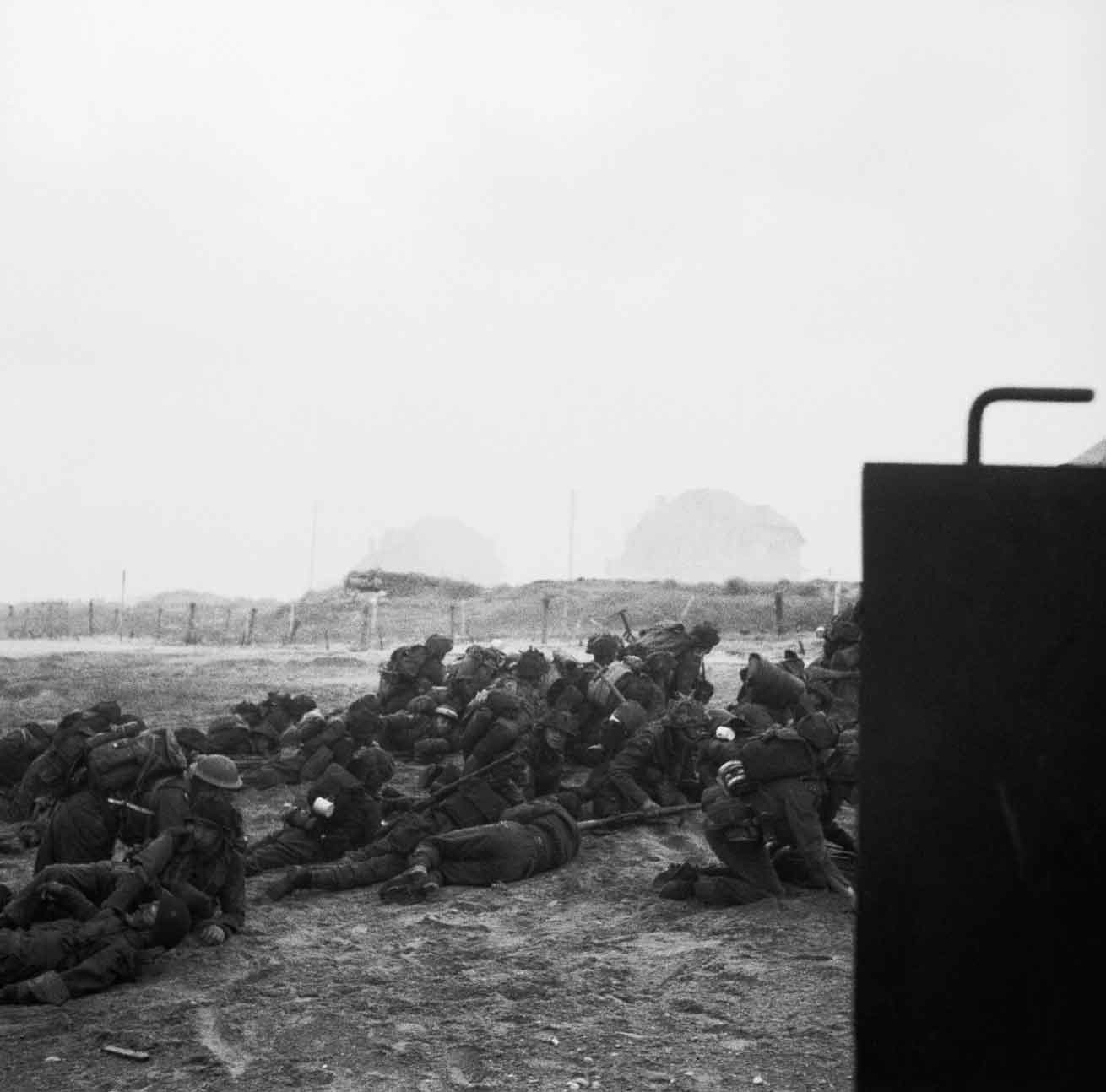
Lính Anh tại phân khu Queen, Bãi Sword, đang nằm thấp để tránh đạn súng máy Đức.
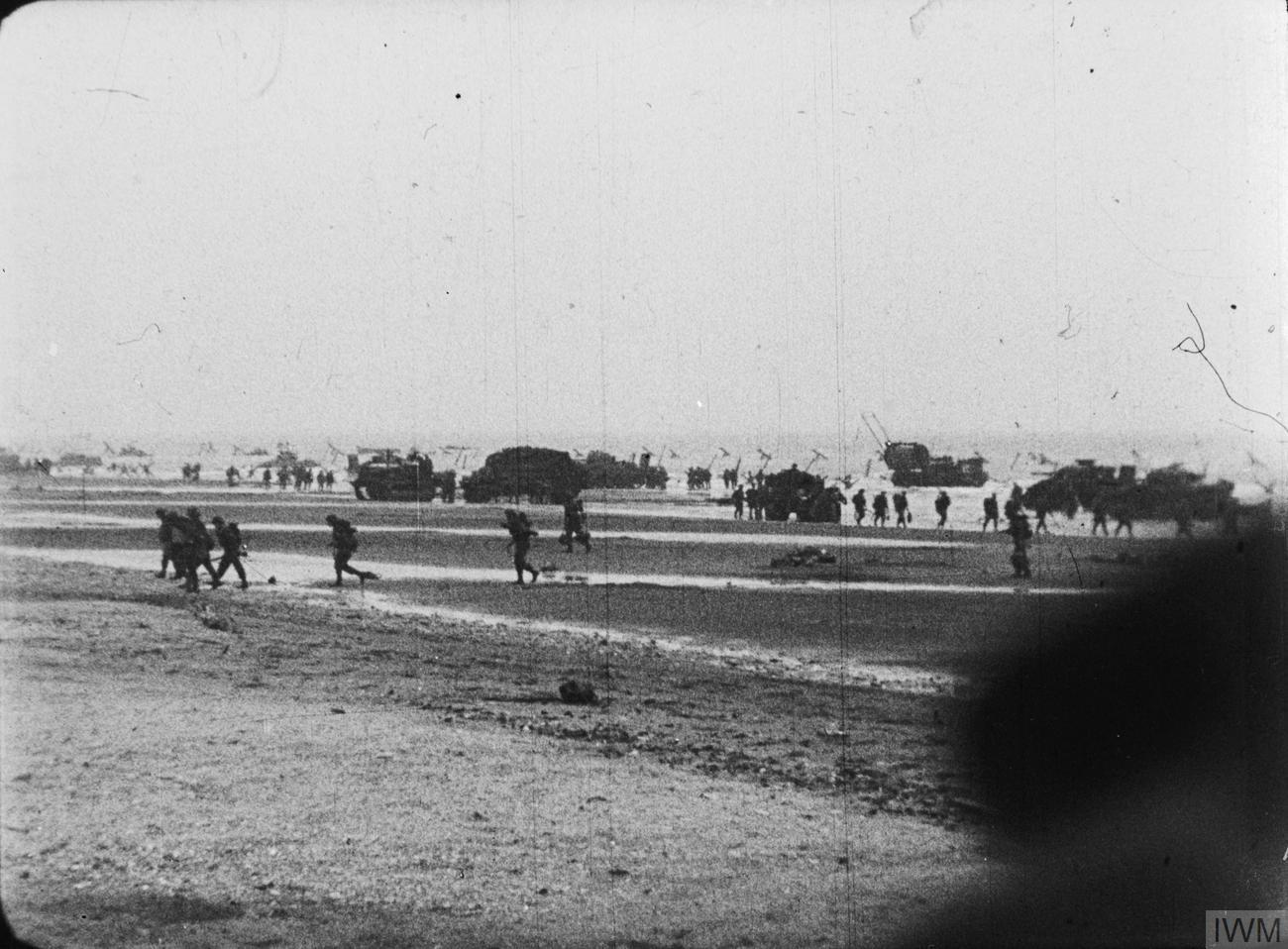
Lính Anh cùng xe tăng Sherman, Churchill AVRE đang tiến vào phân khu Queen Red
Lính đặc cộng thuộc Tiểu đoàn Đặc công số 4 tại phân khu Queen Red
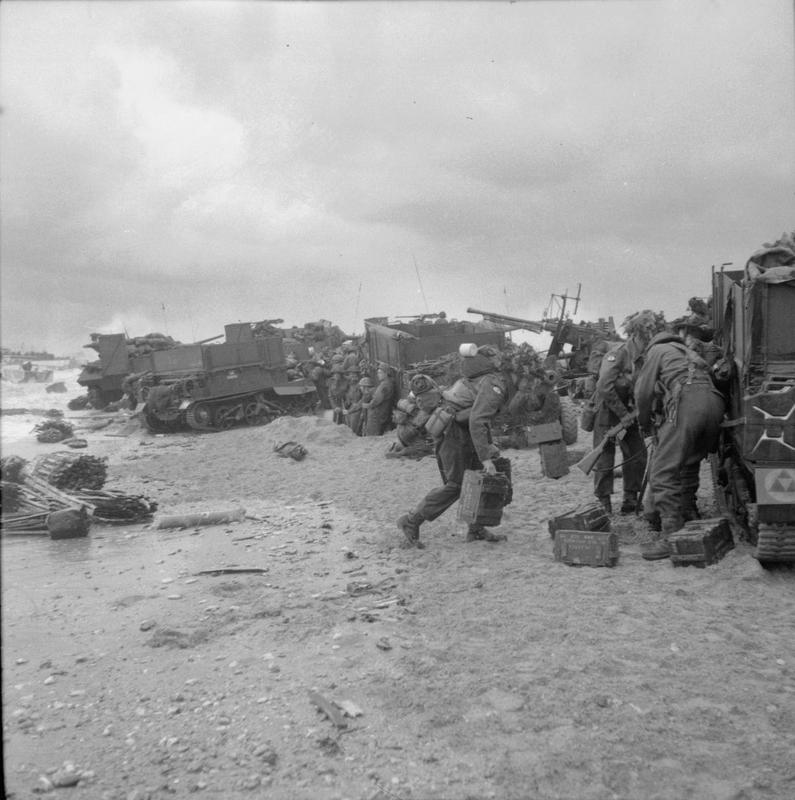
Lính Anh thuộc Sư đoàn Bộ binh số 3 đang nấp sau xe thiết giáp để tránh đạn súng máy của Đức
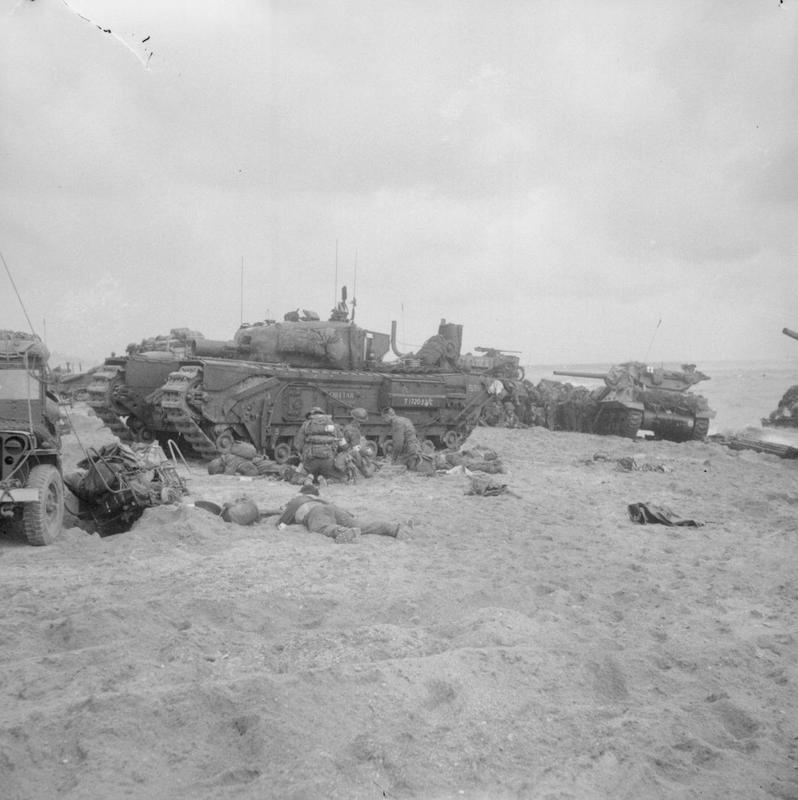
Một nhóm quân y đang chữa trị cho thương binh sau một chiếc Churchill AVRE thuộc Trung đoàn Xung kích số 5, Công binh Hoàng Gia tại Bãi Sword
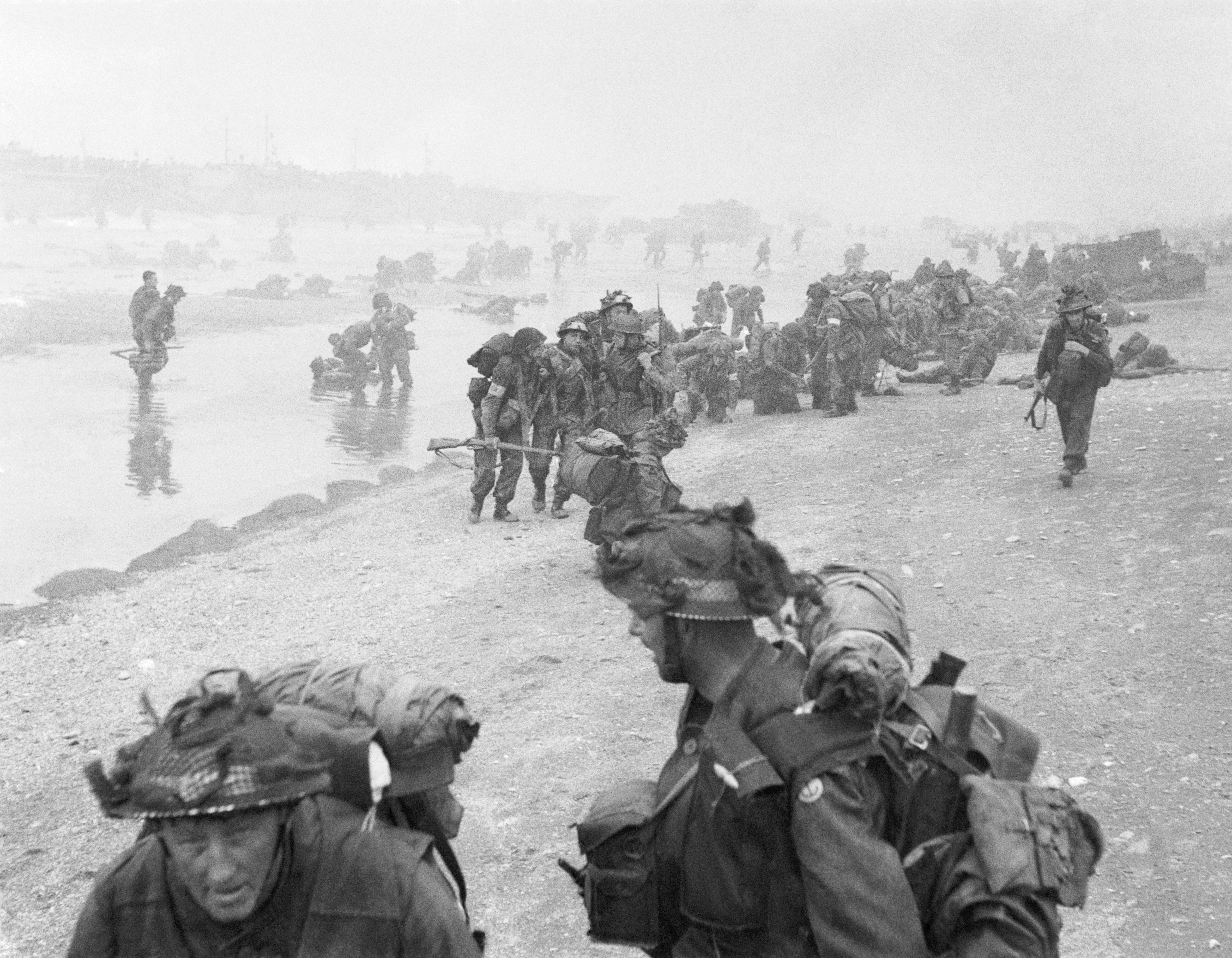
Lính Anh thuộc Sư đoàn Bộ binh số 3 đang di chuyển khỏi bãi biển, 08:45, 6 tháng 6 năm 1944.
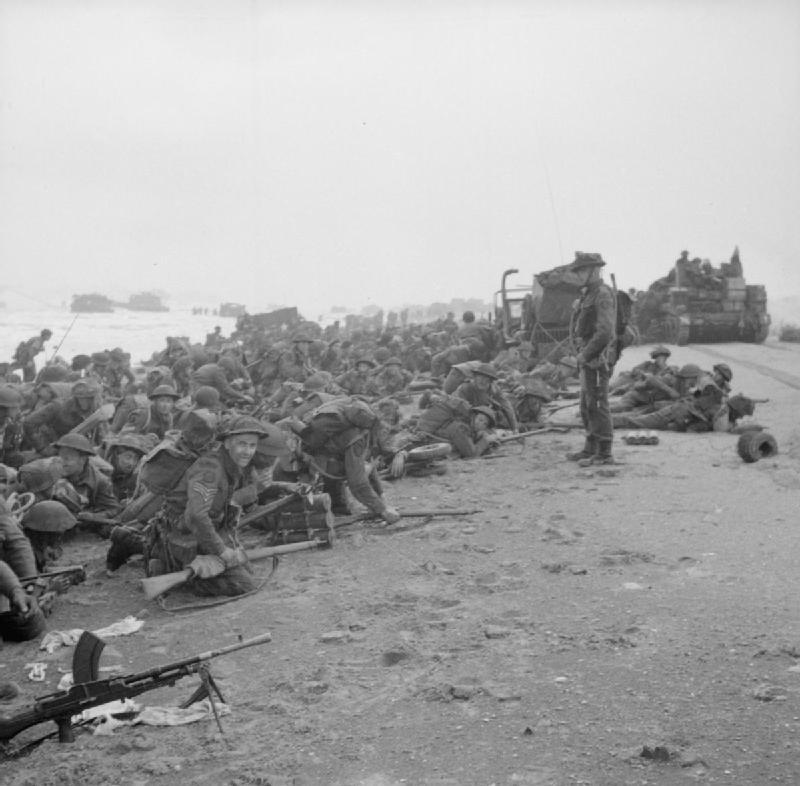
Lính Anh đang tập trung trên bãi biển, đợi lệnh di chuyển
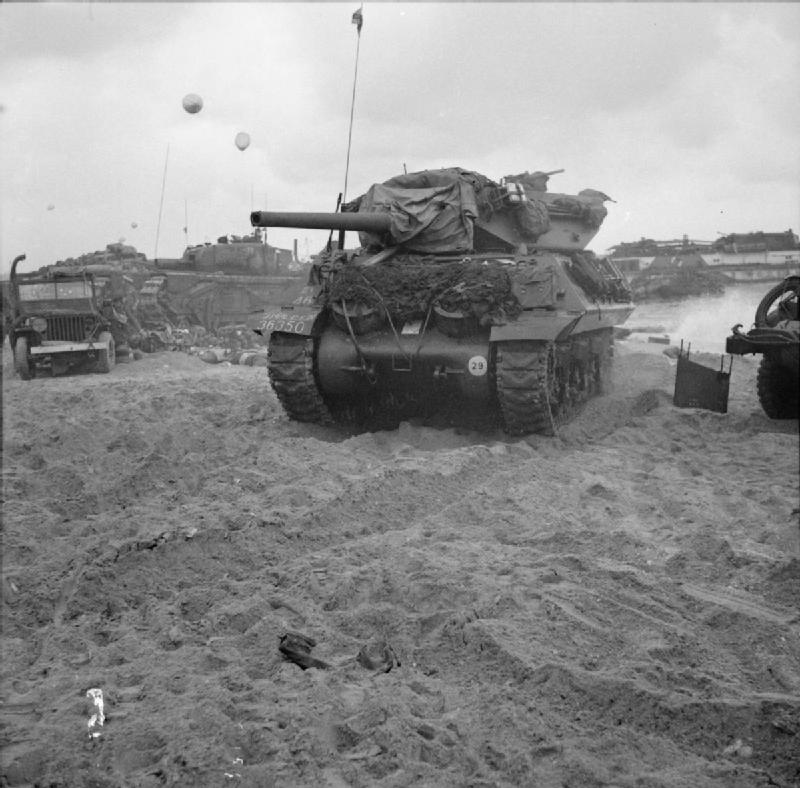
Pháo tự hành M10 Wolverine 3-inch thuộc Tiểu đoàn Pháo chống tăng 20 tại Phân khu Queen Red
Lính đặc công thuộc Tiểu đoàn Đặc công số 4, đang khiêng một người đồng đội bị thương ra trạm y tế
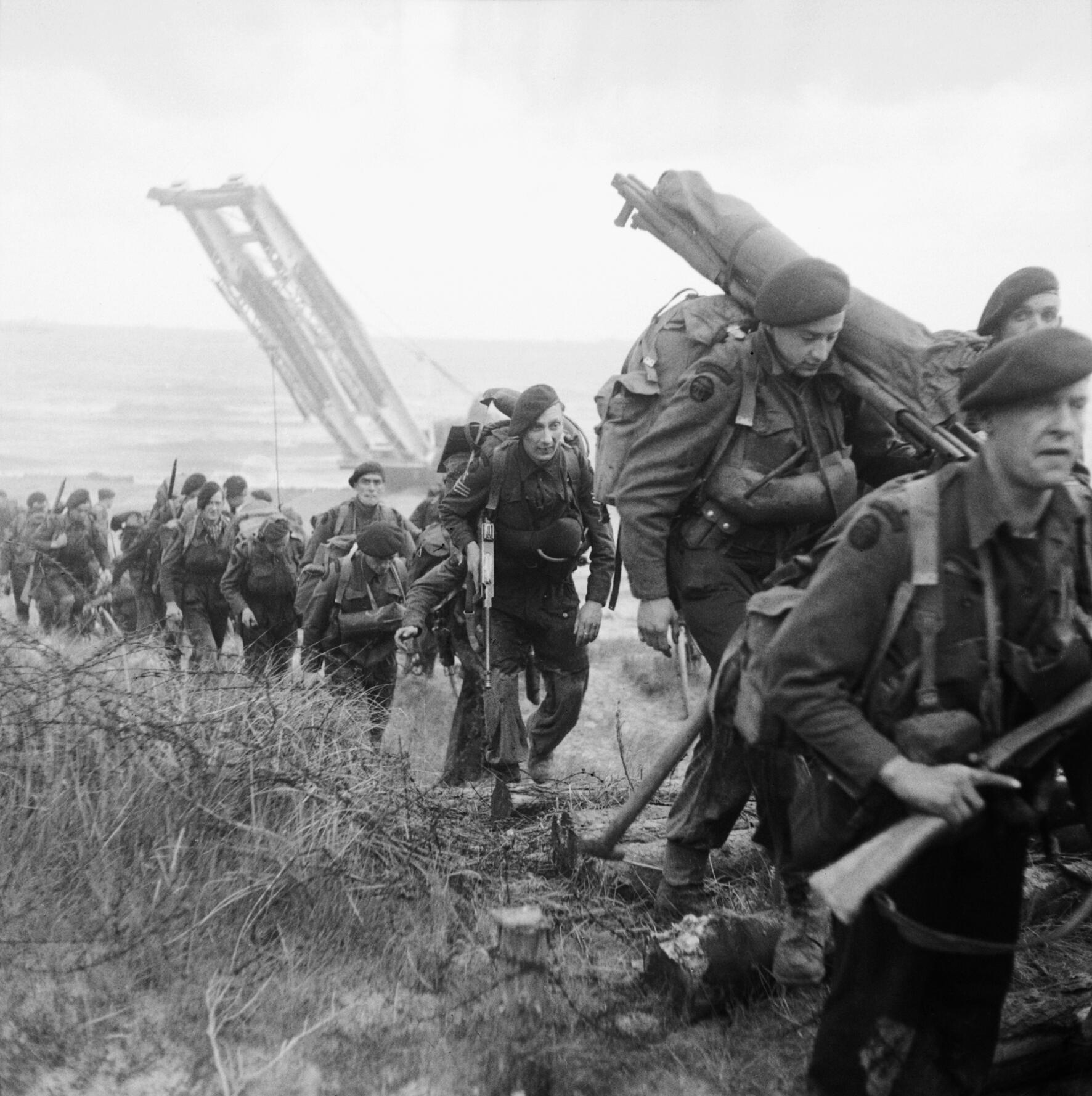
Lính Đặc công Thủy quân Lục chiến Hoàng Gia đang tiến vào đất liền
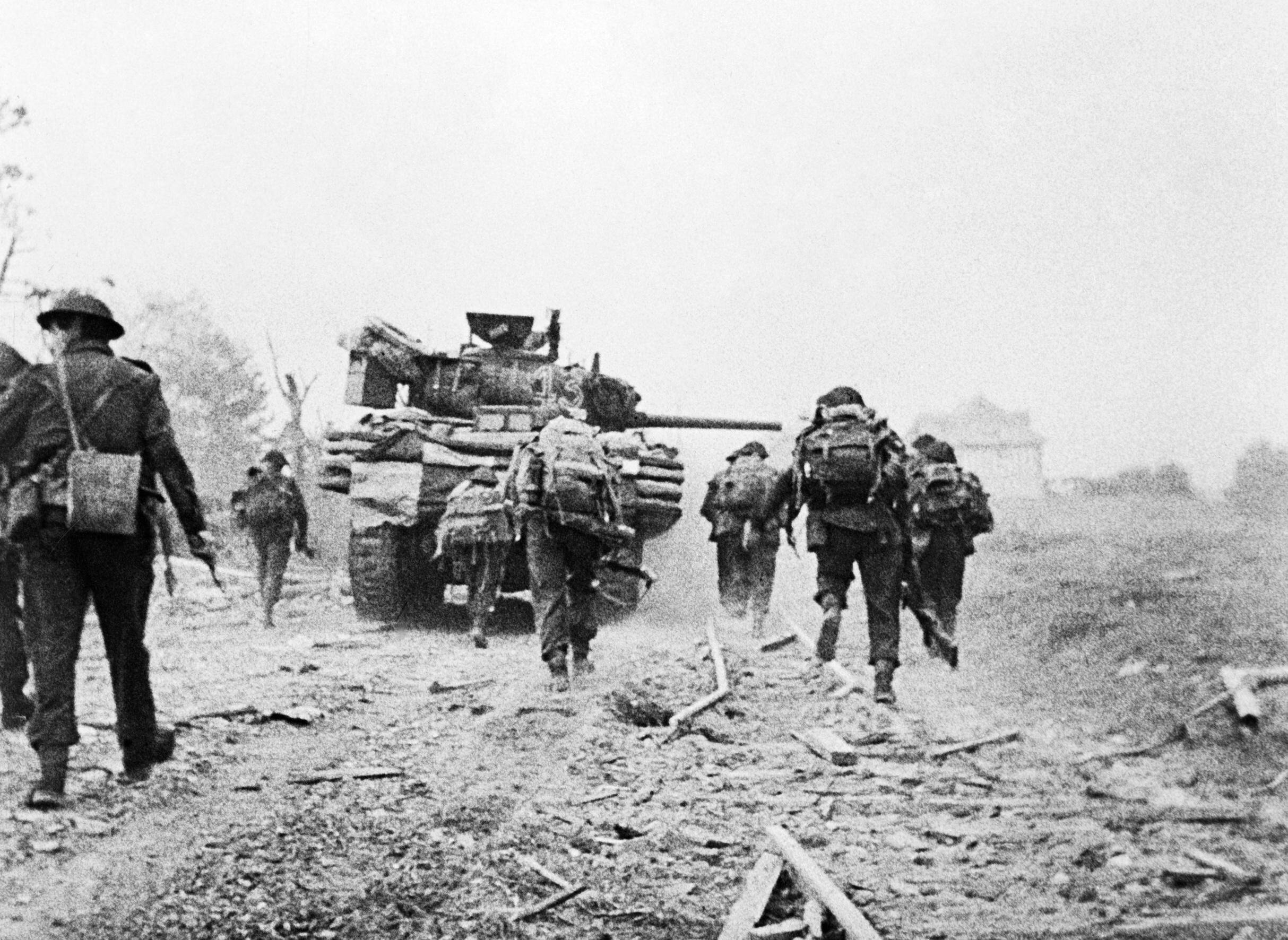
Xe tăng Sherman DD thuộc Trung đoàn Hoàng Gia Hussars 13/18 cùng lính đặc công của Tiểu đoàn Đặc công số 4 đang tiến công về Ouistreham
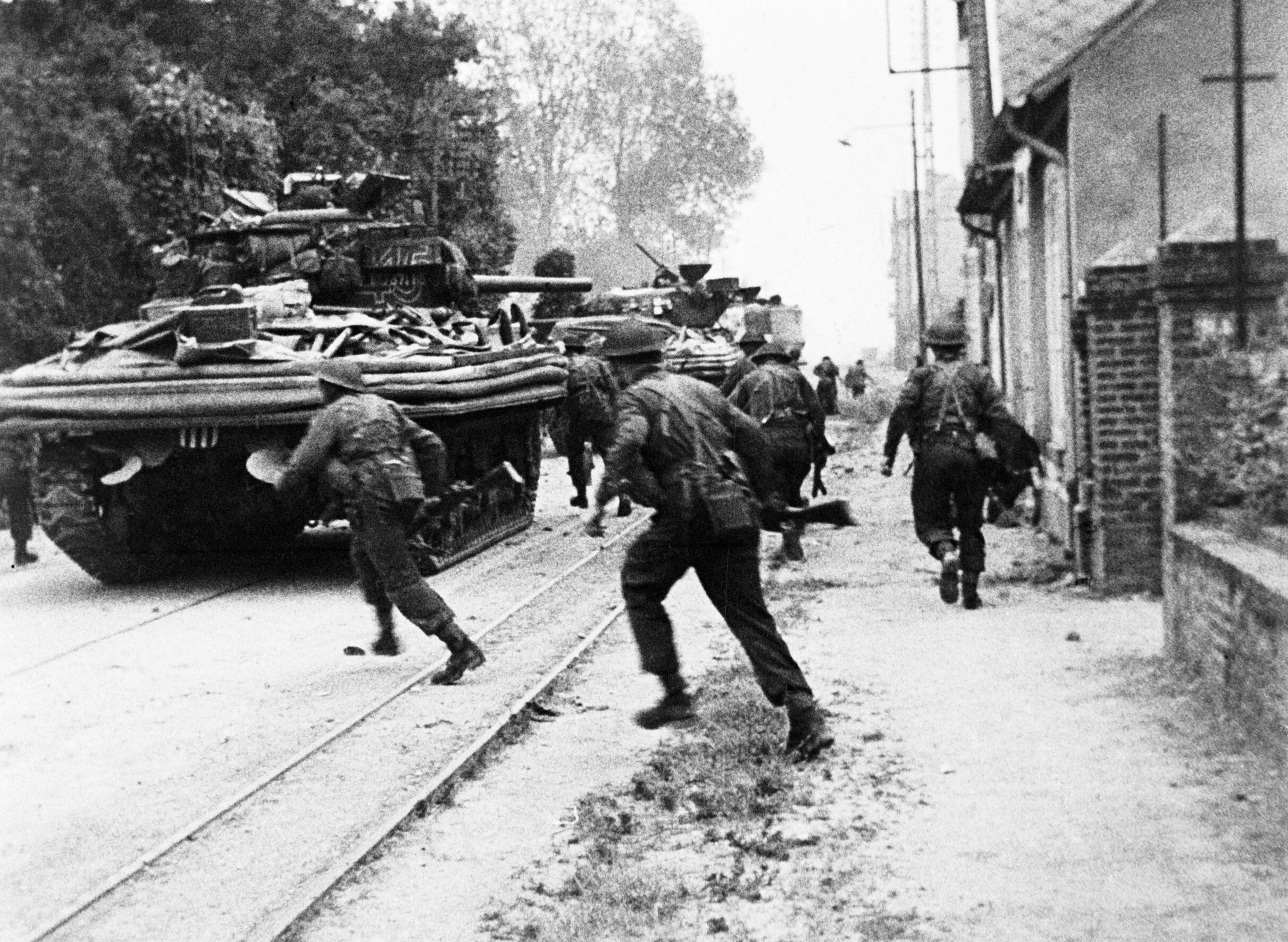
Lính đặc công của Tiểu đoàn Đặc công số 4 đang chiến đấu với quân Đức tại Riva Bella, gần Ouistreham, với sự trợ giúp của xe tăng Sherman DD thuộc Trung đoàn Hoàng Gia Hussars 13/18
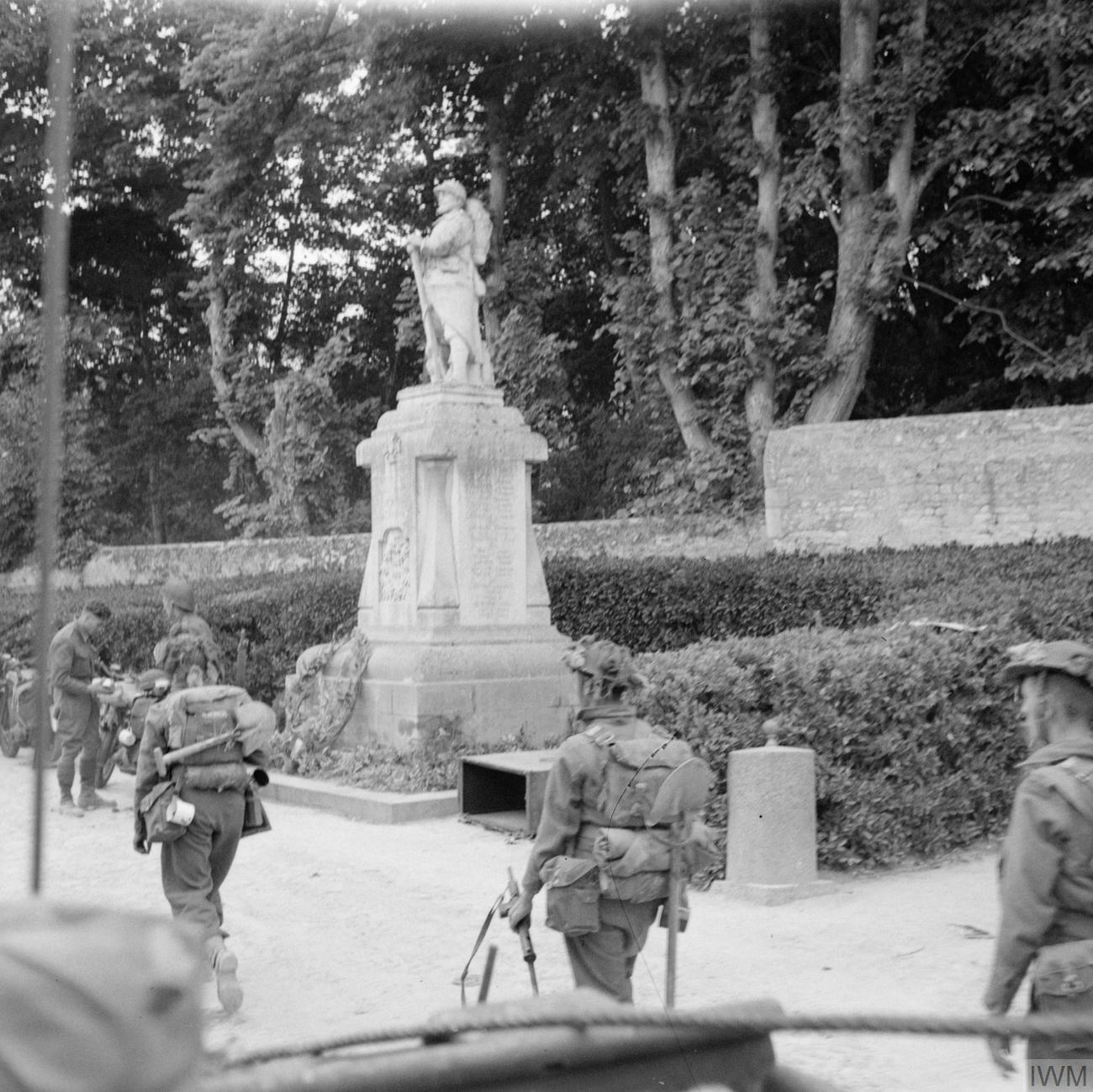
Lính Anh thuộc Sư đoàn Bộ binh số 3 đang đi qua đài tưởng niệm Chiến tranh Thế giới thứ nhất tại Hermanville-sur-Mer, 6 tháng 6 năm 1944
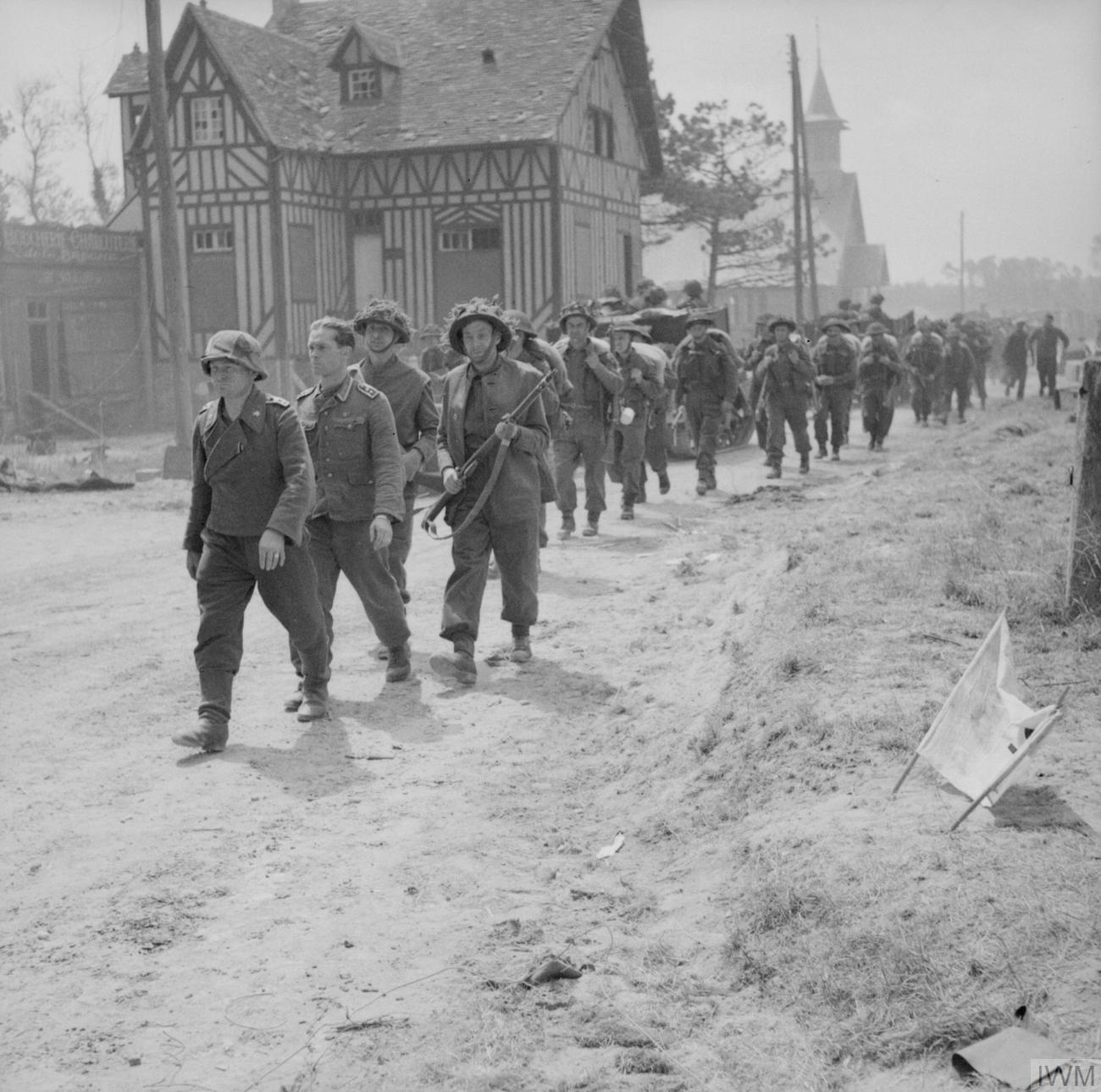
Từ binh Đức bị bắt tại La Brèche d'Hermanville đang được lính Anh áp giải ra bãi biển

### Sách tham khảo
- Bauer, Eddy (1983). Spelet vid konferensbordet. Bokorama. ISBN 91-7024-017-5.
- Beevor, Antony (2009). D-Day: The Battle for Normandy. Viking. ISBN 978-0-670-88703-3.
- Buckingham, William F. (2005). D-Day The First 72 Hours. Tempus Publishing. ISBN 0-7524-2842-X.
- Buckley, John (2006) [2004]. British Armour in the Normandy Campaign 1944. Abingdon: Taylor & Francis. ISBN 0-415-40773-7. OCLC 154699922.
- D'Este, Carlo (2004) [1983]. Decision in Normandy: The Real Story of Montgomery and the Allied Campaign. London: Penguin Books. ISBN 0-14-101761-9. OCLC 44772546.
- Copp, T. (2004) [2003]. Fields of Fire: The Canadians in Normandy. Toronto: University of Toronto Press. ISBN 0-8020-3780-1. OCLC 56329119.
- Ellis, Major L. F.; Allen R.N., Captain G. R. G.; Warhurst, Lieutenant-Colonel A. E. & Robb, Air Chief-Marshal Sir James (1962). Butler, J. R. M. (biên tập). Victory in the West: The Battle of Normandy. History of the Second World War United Kingdom Military Series. Quyển I . HMSO. ISBN 1-84574-058-0.
- Ford, Ken (2004). Sword Beach. Battle Zone Normandy. Sutton Publishing. ISBN 0-7509-3019-5.
- Ford, Ken; Howard Gerrard (2002). D-Day 1944: Sword Beach & British Airborne Landings. Quyển 3. Osprey Publishing. ISBN 0-8117-3384-X.
- Kaufmann, J. E.; Kaufmann, H. W. (2003). Fortress Third Reich. Da Capo Press.
- Fortin, Ludovic (2004). British Tanks in Normandy. Histoire & Collections. ISBN 2-915239-33-9.
- Mitcham Jr., Samuel W. (2007). Retreat to the Reich: The German Defeat in France, 1944. Stackpole Books. ISBN 978-1-84067-136-0.
- Harclerode, Peter (2002). Go To It! The Illustrated History of the 6th Airborne Division. Caxton Editions. ISBN 1-84067-136-X.
- Bản mẫu:Joslen-OOB
- Col L.F. Morling, Sussex Sappers: A History of the Sussex Volunteer and Territorial Army Royal Engineer Units from 1890 to 1967, Seaford: 208th Field Co, RE/Christians–W.J. Offord, 1972.
- Maj-Gen R.P. Pakenham-Walsh, History of the Corps of Royal Engineers, Vol IX, 1938–1948, Chatham: Institution of Royal Engineers, 1958.
- Rogers, J & D (2012). D-Day Beach Force. The Men Who Turned Chaos into Order (ấn bản thứ 1). Stroud: The History Press. tr. 20. ISBN 9780752463308.
- Brig N.W. Routledge, History of the Royal Regiment of Artillery: Anti-Aircraft Artillery 1914–55, London: Royal Artillery Institution/Brassey's, 1994, ISBN 1-85753-099-3
- Scarfe, Norman (2006) [1947]. Assault Division: A History of the 3rd Division from the Invasion of Normandy to the Surrender of Germany. Stroud, Gloucestershire: Spellmount. ISBN 1-86227-338-3.
- Stewart, Andrew.  Caen Controversy: The Battle for Sword Beach 1944 (2014) online review
- Graham E. Watson & Richard A. Rinaldi, The Corps of Royal Engineers: Organization and Units 1889–2018, Tiger Lily Books, 2018, ISBN 978-171790180-4.
- Weal, J. (2000). Ju 88 Kampfgeschwader on the Western Front. Oxford: Osprey. ISBN 1-84176-020-X.
- Williams, Andrew (2004). D-Day to Berlin. London: Hodder & Stoughton. ISBN 0-340-83397-1. OCLC 60416729.
- Wilmot, Chester (1997) [1952]. The Struggle For Europe. Ware, Hertfordshire: Wordsworth Editions. ISBN 1-85326-677-9. OCLC 39697844.
- Zaloga, Steven J.; Hugh Johnson (2005). D-Day Fortifications in Normandy. Osprey. ISBN 1-84176-876-6.
- Von Luck, Hans (1989). Panzer Commander. New York: Dell. ISBN 0-440-20802-5.
- Thompson, R.W. (1968). D-Day, Spearhead of Invasion. New York: Ballantine.
- Zeng, H. L. de; Stankey, D. G; Creek, E. J. (2007). Bomber Units of the Luftwaffe 1933–1945: A Reference Source. Quyển I. Birmingham: Ian Allan Publishing. ISBN 978-1-85780-279-5.